# Cyprolais cornuta
Cyprolais cornuta är en skalbaggsart som beskrevs av Heath 1904. Cyprolais cornuta ingår i släktet Cyprolais och familjen Cetoniidae. Inga underarter finns listade i Catalogue of Life.